# Monte Fuso
Monte Fuso este o arie protejată (arie specială de conservare — SAC, sit de importanță comunitară — SCI) din Italia întinsă pe o suprafață de 825 ha, integral pe uscat.

## Localizare
Centrul sitului Monte Fuso este situat la coordonatele 44°30′37″N 10°16′06″E / 44.510278°N 10.268333°E.

## Înființare
Situl Monte Fuso a fost declarat sit de importanță comunitară în decembrie 1995 pentru a proteja 1 specie de plante și 11 specii de animale. Situl a fost protejat și ca arie specială de conservare în martie 2019.

## Biodiversitate
Situată în ecoregiunea continentală, aria protejată conține 6 habitate naturale: Pajiști cu Molinia pe soluri calcaroase, turboase sau argilos-nămoloase (Molinion caeruleae), Păduri de Castanea sativa, Liziere de ierburi înalte hidrofile de câmpie și de nivel montan până la alpin, Pajiști uscate seminaturale și facies de acoperire cu tufișuri pe substraturi calcaroase (Festuco-Brometalia) (* situri importante pentru orhidee), Fânețe de joasă altitudine (Alopecurus pratensis, Sanguisorba officinalis), Grohotișuri termofile și vest-mediteraneene.
La baza desemnării sitului se află mai multe specii protejate:
- plante (1): Himantoglossum adriaticum
- păsări (9): uliu păsărar (Accipiter nisus), buha (Bubo bubo), caprimulg (Caprimulgus europaeus), ciocănitoare pestriță mare (Dendrocopos major), măcăleandru (Erithacus rubecula), sfrâncioc roșiatic (Lanius collurio), ciocârlie de pădure (Lullula arborea), pițigoi de brădet (Periparus ater), pănțărușul (Troglodytes troglodytes)
- mamifere (1): liliac cârn (Barbastella barbastellus)
- nevertebrate (1): Euplagia quadripunctaria

Pe lângă speciile protejate, pe teritoriul sitului au mai fost identificate 11 specii de plante, 10 specii de mamifere, 2 specii de reptile.